# Savary de Mauléon

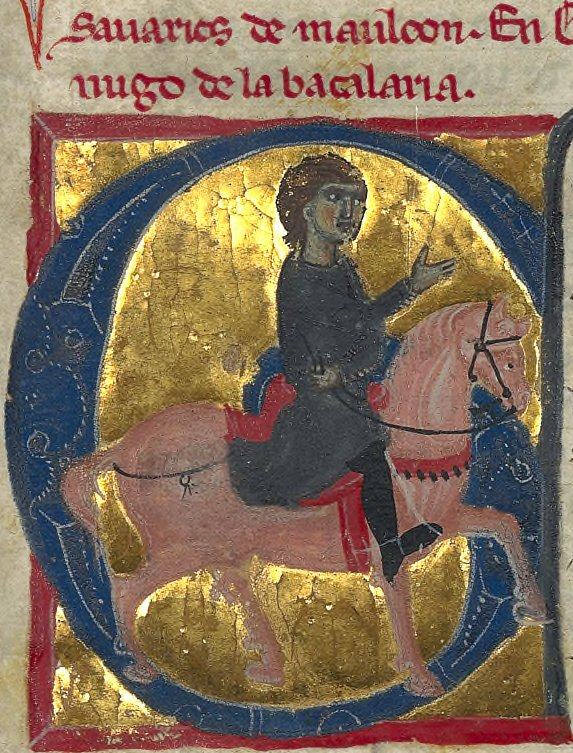
Savary de Mauléon

Savary de Mauléon (* um 1180; † 29. Juli 1233) war ein französischer Ritter und Baron des 13. Jahrhunderts. Er war ein Sohn von Raoul de Mauléon und der Alix Chabot. Als Burgherr von Mauléon, Châtelaillon, Fontenay, Talmont u. a. gehörte er zu den größten Baronen des Poitou. Seine Biographie fällt in die Zeit, in der das so genannte angevinische Reich zusammenbrach.
Nachdem Richard Löwenherz 1199 gestorben war, unterstützte Savary dessen Neffen Arthur von Bretagne als Nachfolger, wurde aber mit diesem 1202 bei Mirebeau von Johann Ohneland gefangen genommen. Nach kurzer Haft in Corfe Castle trat er dem Gefolge Johanns bei und wurde von diesem 1205 als Nachfolger des in Gefangenschaft geratenen Robert of Thornham zum Seneschall des Poitou ernannt. In Johanns Auftrag führte er 1211 ein Heer zur Unterstützung des Grafen Raimund VI. von Toulouse, dem Schwager Johanns, gegen den Albigenserkreuzzug in das Languedoc und nahm an der Belagerung von Castelnaudary teil. Unmittelbar darauf wechselte er auf die Seite König Philipps II. von Frankreich, dem er in Saint-Germain-en-Laye den ligischen Lehnseid leistete und für den er an der Küste Flanderns als Flottenkommandant kämpfte. Dabei wurde seine Flotte 1213 im Hafen von Damme vom Earl of Salisbury zerstört. Darauf trat er wieder in den Dienst Johann Ohnelands, den er im Konflikt gegen die englischen Barone unterstützte (1215–1217).
Im September 1219 reiste Savary als Kreuzfahrer nach Ägypten, um dort an der Belagerung Damiettes (fünfter Kreuzzug) teilzunehmen. Nach seiner Rückkehr wurde er von Heinrich III. erneut zum Seneschall des Poitou ernannt. Im Jahr 1224 führte König Ludwig VIII. von Frankreich einen Eroberungszug in das Poitou, dem Savary nicht viel entgegensetzen konnte. Er verschanzte sich in La Rochelle, das er aber nach einer längeren Belagerung mangels nötiger Unterstützung seitens Heinrich III. an den König von Frankreich übergeben musste. Dies als Verrat ausgelegt, wurde er von englischen Soldaten gefangen genommen, allerdings gelang ihm die Flucht, nach der er sich Ludwig VIII. anschloss. Ihn begleitete er 1226 erneut auf den Albigenserkreuzzug und nahm an der Belagerung von Avignon teil.
Nachdem König Ludwig VIII. kurz darauf starb, wechselte Savary wieder zurück ins angevinische Lager und nahm mit Richard von Cornwall am Aufstand der Barone gegen die Regentin Blanka von Kastilien teil. Aber schon 1227 ging Cornwall einen Waffenstillstand mit der Regentin ein und zog sich nach England zurück. Savary huldigte darauf dem jungen König Ludwig IX. (der Heilige). Im Jahr 1230 aber war er wieder an der Seite Heinrichs III., der ein Heer zur Unterstützung Peter Mauclercs nach Frankreich geführt hatte, aber wenig später kampflos nach England zurückgekehrt war.
Savary de Mauléon war auch als Trobador tätig, drei Werke sind von ihm überliefert. Er wurde in der Kirche von Saint-Michel-en-l’Herm bestattet.
Mit seiner Ehefrau Belleassez de Paredes hatte er zwei Töchter:
- Marquise, ⚭ Wilhelm von Lusignan
- Alix, ⚭ Guido I., Vizegraf von Thouars

Aus Affären mit diversen adligen Damen hatte er einen Sohn, Raoul († 1251), der vom Erzbischof von Bordeaux legitimiert wurde.